# Zenillia prognosticans
Zenillia prognosticans là một loài ruồi trong họ Tachinidae.